# 圖佩區
12°44′29″S 75°48′34″W / 12.7414°S 75.8094°W
圖佩區（西班牙語：Distrito de Tupe），是秘魯的一個區，位於該國中南部利馬大區的堯約斯省，始建於1936年7月15日，面積321.2平方公里，海拔高度2,836米，2005年人口723，人口密度每平方公里2.3人。